# Jean-Marie Le Pen
Jean-Marie Le Pen   (La Trinité-sur-Mer, 20 de juny de 1928 - Garches, 7 de gener de 2025) fou un polític francès, expresident del Front Nacional (Front National, FN), partit nacionalista d'extrema dreta que ell mateix va fundar.
La seva faceta més coneguda va ser la seva negació a admetre immigració de fora d'Europa a França. El seu èxit electoral més sonat fou en l'any 2002, quan va entrar en la segona volta de les eleccions presidencials enfront del president francès Jacques Chirac. La seva filla, Marine Le Pen, va reprendre la direcció del partit.
Veterà condecorat dels paracaigudistes francesos a Indoxina (1953), Suez (1956) i Algèria (1957), Le Pen va començar la seva carrera política quan va ser elegit el 1956 diputat de l'Assemblea Nacional francesa per París, en representació del partit de Pierre Poujade (UDCA, Unió de Defensa dels Comerciants i Artesans). El 1957 es va convertir en secretari general del Front Nacional de Combatents (FNC). A l'any següent va ser reelegit diputat de l'Assemblea Nacional francesa amb el partit Centre Nacional d'Independents i Camperols (CNIP), liderat per Antoine Pinay. En l'any 1965 es va convertir en el director de la campanya presidencial de Jean-Louis Tixier-Vignancour.
El 1972 va fundar el partit de dreta nacionalista (extrema dreta per a molts) anomenat Front Nacional (FN, Front National). Els resultats electorals del qual van començar a créixer d'ençà del 1983.
Als anys 1984 i 1999, Le Pen va aconseguir un escó en el Parlament Europeu. Va ser privat del seu escó per la Cort Europea de Justícia el 10 d'abril de 2003. En 1992 i 1998 va ser elegit al parlament regional de Provence-Alps-Côte d'Azur. Els seus resultats electorals han estat més reeixits al sud de França.
També es va presentar a les eleccions franceses de 1974, 1988, 1995 i 2002. En les eleccions presidencials de 2002, va obtenir 16,86% dels vots a la primera ronda. Van ser suficients per a accedir a la segona ronda, a causa del pobre resultat del candidat socialista, Lionel Jospin (ex-primer ministre) i la fragmentació del vot entre altres quinze candidats d'esquerra.
L'agost de 2015 va ser expulsat del Front Nacional després d'unes polèmiques declaracions sobre el seu punt de vista en referència a les cambres de gas de l'holocaust nazi.
L'abril de 2024, Jean-Marie Le Pen va ser posat "sota protecció legal" a petició de la seva família.
El novembre de 2024, fou novament hospitalitzat per procedir a uns exàmens després de patir un estat de feblesa general.
Jean-Marie Le Pen moriria el 7 de gener de 2025 a l'edat de 96 anys a Garches (Alts del Sena).